# Гусевской заказник №1
Гусевской зоологический заказник № 1 — упразднённый государственный природный зоологический заказник регионального значения во Владимирской области.

## История
Заказник был образован постановлением главы администрации Владимирской области от 27.07.1998 № 506 на территории бывшего государственного охотничьего заказника регионального значения «Гусевской N 1» сроком на 10 лет с целью охраны и воспроизводства типичных объектов животного мира области и охотничье-промысловых животных, а также сохранения и восстановления среды их обитания и целостности естественных сообществ

Упразднён постановлением губернатора Владимирской области от 19 марта 2010 года № 301 в связи с истечением срока действия.

В настоящее время территория бывшего заказника относится к Гусевскому охотничьему угодью, которое находится в пользовании ООО «Гусевской арматурный завод „Гусар“».

## Физико-географическая характеристика территории заказника

### Расположение
Государственный зоологический заказник «Гусевской N 1» регионального значения располагался на территории Гусь-Хрустального района к востоку от г. Гусь-Хрустального, на границе с Судогодским административным районом.

### Граница
Северная граница заказника начинается от н. п. Семёновка и идёт на северо-восток по шоссе через с. Губцево до северо-восточного угла кв. 53 ТОО «Знамя труда», затем по восточной границе кв.кв. 53 и 55 — на юг до кв.кв. 65, 66 Воровского лесничества Андреевского лесхоза (Судогодский административный район). Далее граница заказника проходит на восток по северной границе этих кварталов, затем по грунтовой дороге через кв.кв. 11, 12 АО «Лесниковское» — до северо-восточного угла кв. 15 Гусевского лесхоза.
Восточная граница заказника спускается вниз на юг по грунтовой дороге от северо-восточного угла кв. 15 Гусевского лесхоза через кв.кв. 16-а, 29, 43 этого же лесхоза до н. п. Прокшино и далее на юг по гравийной дороге до н. п. Лесниково.
Южная граница заказника начинается от н. п. Лесниково и проходит по шоссе на запад через н. п. Нармочь — Починки — Селимово до н. п. Никулино.
Западная граница заказника поднимается вверх по шоссе на северо-восток от н. п. Никулино через н. п. Вешки — Федотово до н. п. Семёновка.